# Morus (botanica)
Morus L. è un genere di piante della famiglia delle Moracee, originario dell'Asia, ma anche diffuso, allo stato naturale, in Africa e in Nord America.
Comprende alberi o arbusti da frutto di taglia media, comunemente chiamati gelsi.

## Etimologia
Il nome generico Morus viene dal latino mōrus, parola mediterranea attestata anche nel greco μόρον móron "nero" per via del colore dei frutti di alcune varietà. La parola latina si è poi diffusa in area germanica (antico alto tedesco mūrboum, tedesco Maulbeere) e celtica insulare (gallese mwyar).

## Descrizione
Le foglie sono alterne, di forma ovale o a base cordata con margine dentato. Le principali specie conosciute e rinvenibili in Italia e in Europa sono il gelso bianco (Morus alba) e il gelso nero (Morus nigra), mentre le altre sono di varie parti del mondo.
Il "frutto" del gelso è, più propriamente, una infruttescenza detta sorosio costituita da tanti piccoli frutti accostati, generati da altrettanti fiori, e quindi altrettanti ovari. Il tutto è disposto su uno stelo.

## Tassonomia
Il genere comprende le seguenti specie:

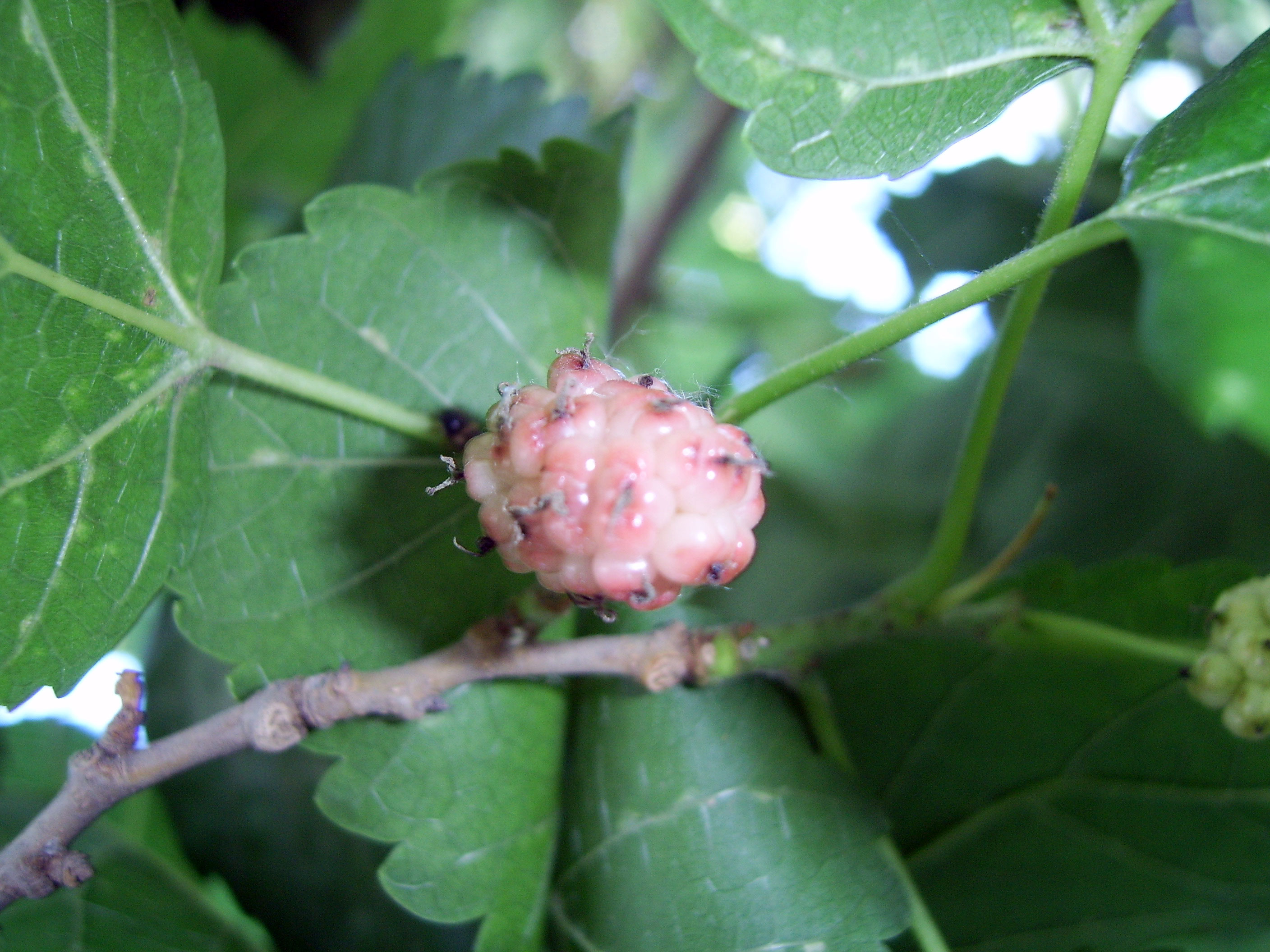
Morus alba

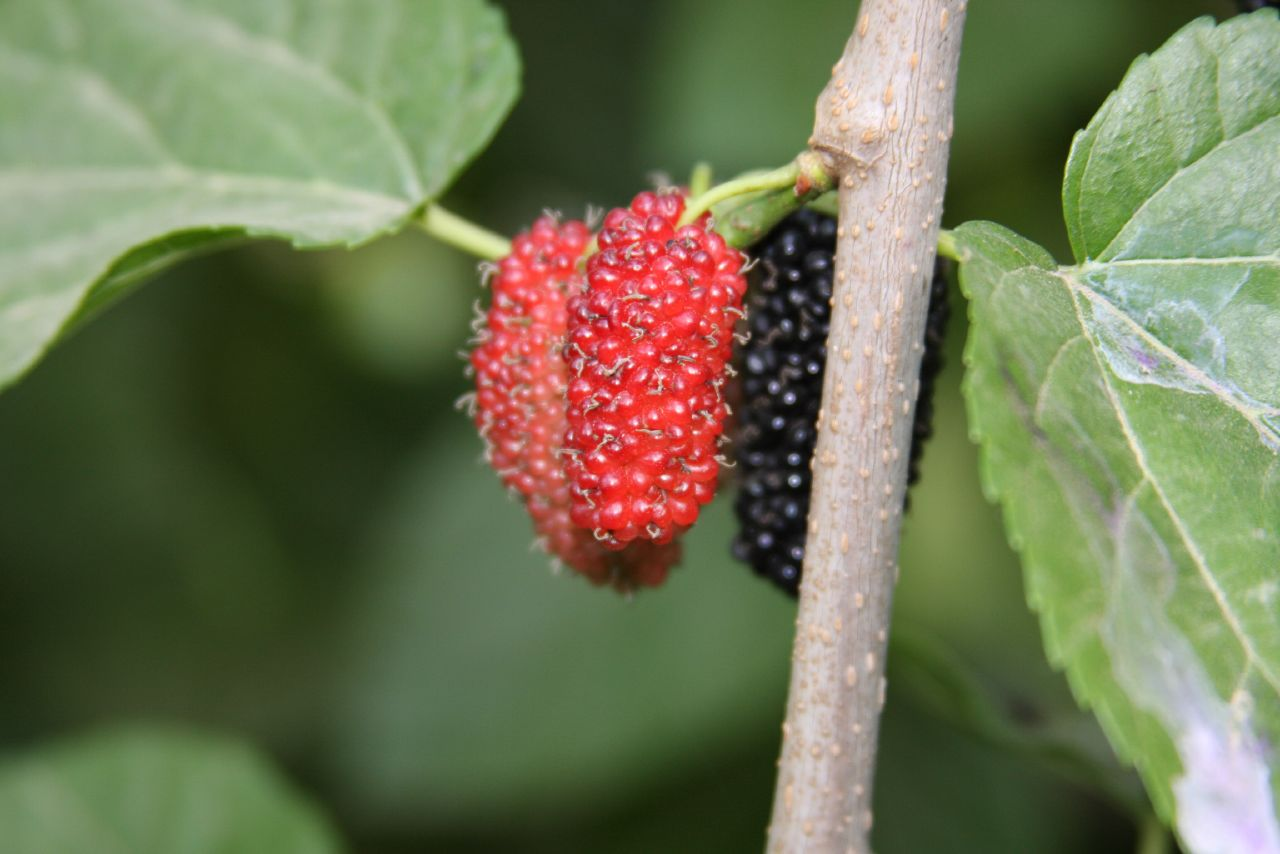
Morus rubra

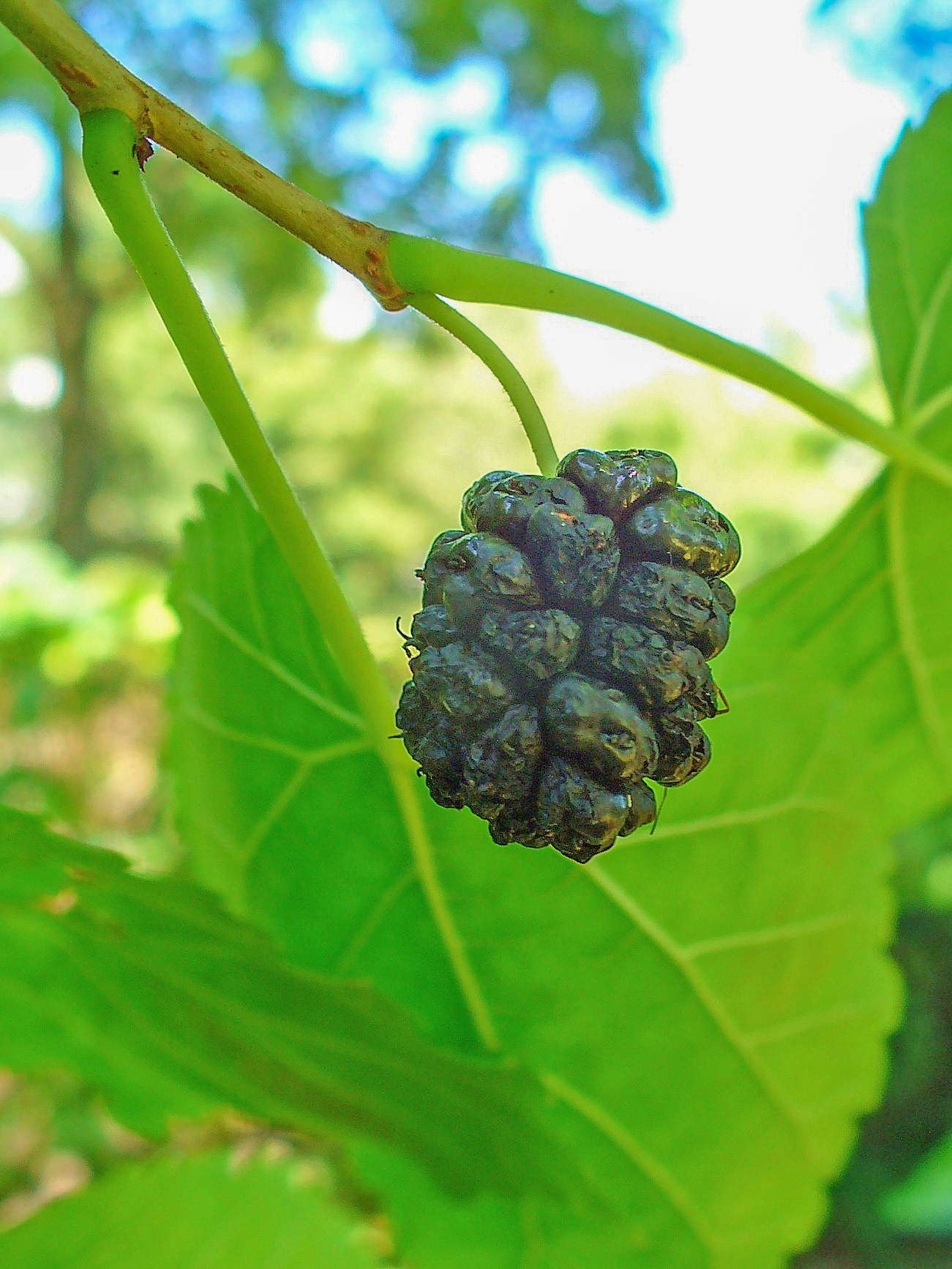
Morus nigra

- Morus alba L. (gelso bianco), coltivato, originario dell'Estremo Oriente
- Morus boninensis Koidz.
- Morus cathayana Hemsl., diffuso in Cina, Corea e Giappone
- Morus celtidifolia Kunth (gelso texano), diffuso dagli Stati Uniti fino all'Argentina
- Morus indica L. (gelso indiano), coltivato, originario della regione himalaiana
- Morus insignis Bureau, diffuso nell'America centrale e meridionale
- Morus koordersiana J.-F.Leroy
- Morus liboensis S.S.Chang, esclusivo del Guizhou (Cina)
- Morus macroura Miq., diffuso dal Tibet all'Indocina
- Morus microphylla Buckley
- Morus miyabeana Hotta
- Morus mongolica (Bureau) C.K. Schneid., dell'Asia orientale
- Morus nigra L. (gelso nero), coltivato, originario del Medio Oriente
- Morus notabilis C.K. Schneid., endemico in Yunnan e Sichuan (Cina)
- Morus rubra L. (gelso rosso), coltivato, originario del Nordamerica
- Morus serrata Roxb. (gelso himalaiano), proprio della regione himalaiana e terre adiacenti
- Morus trilobata (S.S. Chang) Z.Y. Cao, endemico in Guizhou (Cina)
- Morus wittiorum Hand.-Mazz., presente solo in Cina

Linneo aveva inserito nel genere Morus anche altre specie, che già a partire dalla fine del '700 furono spostate nel genere affine Broussonetia. Anche queste specie sono indicate con il nome volgare di "gelso", in particolare Broussonetia papyrifera, il gelso da carta.

## Usi
Le specie del genere Morus vengono coltivate per diversi scopi:
- I frutti (more di gelso nere, di gelso bianche, di gelso rosso) sono edibili (famosa la granita siciliana ai gelsi). Inoltre da essi vengono estratti oli essenziali usati come aromatizzanti per cosmetici naturali e sigarette elettroniche.
- Le foglie (soprattutto del gelso bianco) sono utilizzate in bachicoltura come alimento base per l'allevamento dei bachi da seta, e questo giustifica la presenza residua nelle campagne.
- Come piante ornamentali.
- Per ricavarne legname facilmente lavorabile, buona legna da ardere e per ricavarne pertiche flessibili e vimini per la fabbricazione di cesti; per l'ultimo uso spesso gli alberi sono drasticamente capitozzati.

## Avversità
Da agenti fungini
- Cancro dei rami – dal fungo Necria galligena
- Cancro delle radici – dai funghi Rosellinia necatrix e Armillaria mellea
- Macchie fogliari – dal fungo Mycosphaerella morifolia
- Carie del legno –  dai funghi dei generi Ganoderma, Fomes, Coryolus.

Da agenti animali
- Corrosione a cunicolo delle parti legnose provocata dalle larve dei Rodilegno rosso e giallo: Cossus cossus e Zeuzera pyrina
- Infestazione del legno dalla Cocciniglia bianca del Gelso: Pseudaulacaspis pentagona
- Spoliazione fogliare causata da larve di Lepidotteri: Lymantria dispar, Hyphantria cunea et alt.
- molti volatili sono ghiotti dei frutti dolci dei vari morus e se ne cibano in quantità riducendo il raccolto